# Juan Agustín Ceán Bermúdez
Juan Agustín Ceán Bermúdez (Gijón, 17 setembre 1749 – Madrid, 3 de desembre de 1829) va ser un pintor, historiador i crític d'art il·lustrat espanyol. Va ser membre de la Reial Acadèmia de Belles Arts de San Fernando, i amic del pintor Francisco de Goya, que va pintar el seu retrat.
D'orígens humils, va ser protegit de Jovellanos, al servei del qual va estar com a secretari, per passar després a ser-ho de Francisco Cabarrús. A les ordres d'aquest últim va conèixer Leandro Fernández de Moratín, amb qui li va unir una gran amistat.
El 1791 li va ser encomanat l'arranjament de l'Arxiu d'Índies. Més endavant, gràcies a la protecció de Jovellanos, va ser nomenat oficial de la secretaria per a l'Estat de Gràcia i Justícia d'Índies. El 1800 va publicar la seva obra més destacada, el Diccionario de los profesores de las bellas artes en España. El 1814 va publicar la primera biografia de Jovellanos, fonamental per al coneixement del personatge.

## Obres
- Diccionario de los profesores de las bellas artes en España (Madrid. 1800, 6 Vols.)
- Descripción artística de la Catedral de Sevilla (Sevilla, 1804)
- Carta sobre el estilo y gusto en la pintura de la escuela sevillana (Cádiz, 1806)
- Memorias para la vida del excmo. señor D. Gaspar Melchor de Jovellanos, y noticias analíticas de sus obras  (Madrid, 1814)
- Dialogo sobre el arte de la pintura (Sevilla, 1819)
- Noticias de los arquitectos y arquitectura de España (Madrid, 1829, 4 Vols.)
- Sumario de las antigüedades romanas que hay en España, en especial las referentes a las Bellas Artes. (Madrid, 1832; edició pòstuma)

### Edicions actuals
- Descripción artística de la Catedral de Sevilla. Barcelona, Viguera Editores, 1981. ISBN 84-85424-05-0
- Memorias para la vida del excmo. señor D. Gaspar Melchor de Jovellanos, y noticias analíticas de sus obras. Gijón, Gran Enciclopedia Asturiana Silverio Cañada, 1988. ISBN 84-7286-274-7
- Vida de don Gaspar Melchor de Jovellanos. Gijón, Ateneo Jovellanos de Gijón, 2000. ISBN 84-931361-0-7.
- Diccionario histórico de los más ilustres profesores de Bellas Artes en España. Madrid, Akal, 2001. ISBN 84-460-1617-6.
- Sumario de las antigüedades romanas que hay en España. Valencia, Librerías París-Valencia, 2003. ISBN 84-8339-279-8.
- Arte Español: Proyecto Diccionario Ceán Bermúdez.